# Tanjung Anau
Tanjung Anau is een bestuurslaag in het regentschap Payakumbuh van de provincie West-Sumatra, Indonesië. Tanjung Anau telt 714 inwoners (volkstelling 2010).